# Villefranche, Gers
Villefranche este o comună în departamentul Gers din sudul Franței. În 2009 avea o populație de 163 de locuitori.

## Evoluția populației
| An        | 1975 | 1982 | 1990 | 1999 | 2006 | 2009 |
| --------- | ---- | ---- | ---- | ---- | ---- | ---- |
| Populație | 180  | 154  | 153  | 138  | 163  | 163  |